# Johann Joachim Quantz
Johann Joachim Quantz (Scheden, 30 de janeiro de 1697 — Potsdam, 12 de julho de 1773), foi um compositor e flautista alemão, e professor de flauta do rei Frederico II da Prússia.

## Biografia
Ele começou a demonstrar seu talento musical desde muito cedo. Aos 8 anos já tocava contrabaixo em festivais locais. Em 1708, quando seu pai, ferreiro de profissão, morreu, foi morar com seu tio Justus Quantz, membro da orquestra da cidade de Merseburg, com quem iniciou seus estudos musicais. Com a morte de seu tio, seu genro, Johann Adolf Fleischhack, levou Quantz como aluno. No final dos estudos sabia tocar os principais instrumentos de corda e todos os instrumentos de sopro habituais, com exceção da flauta transversal.
Em março de 1716 , ingressou na orquestra municipal de Dresden, um ano depois viajou para Viena, onde estudou composição com Jan Dismas Zelenka e Johann Joseph Fux. Em 1718 foi nomeado oboísta na capela polonesa de Augusto II em Varsóvia. Especializou-se no estudo da flauta transversal sob a orientação de Pierre Buffardin.
Ele estudou contraponto em Roma com Francesco Gasparini e durante suas viagens pela Europa conheceu pessoalmente Scarlatti e Händel.
Em 1728 , é flautista na capela de Dresden. Lá, durante um concerto, ele conhece o príncipe Frederico da Prússia, mais tarde chamado de Frederico, o Grande, que o contrata como professor particular de flauta.
Quando o príncipe se torna rei, Quantz se reporta diretamente ao novo monarca, dando-lhe aulas diárias de flauta e composição. Ele até o acompanha em suas campanhas militares. Quantz permaneceu como compositor da corte de Frederico e músico de câmara pelo resto de sua vida, executando suas próprias composições, bem como as do rei. Só ele teve o privilégio de criticar o rei, positiva ou negativamente.

## Sua obra

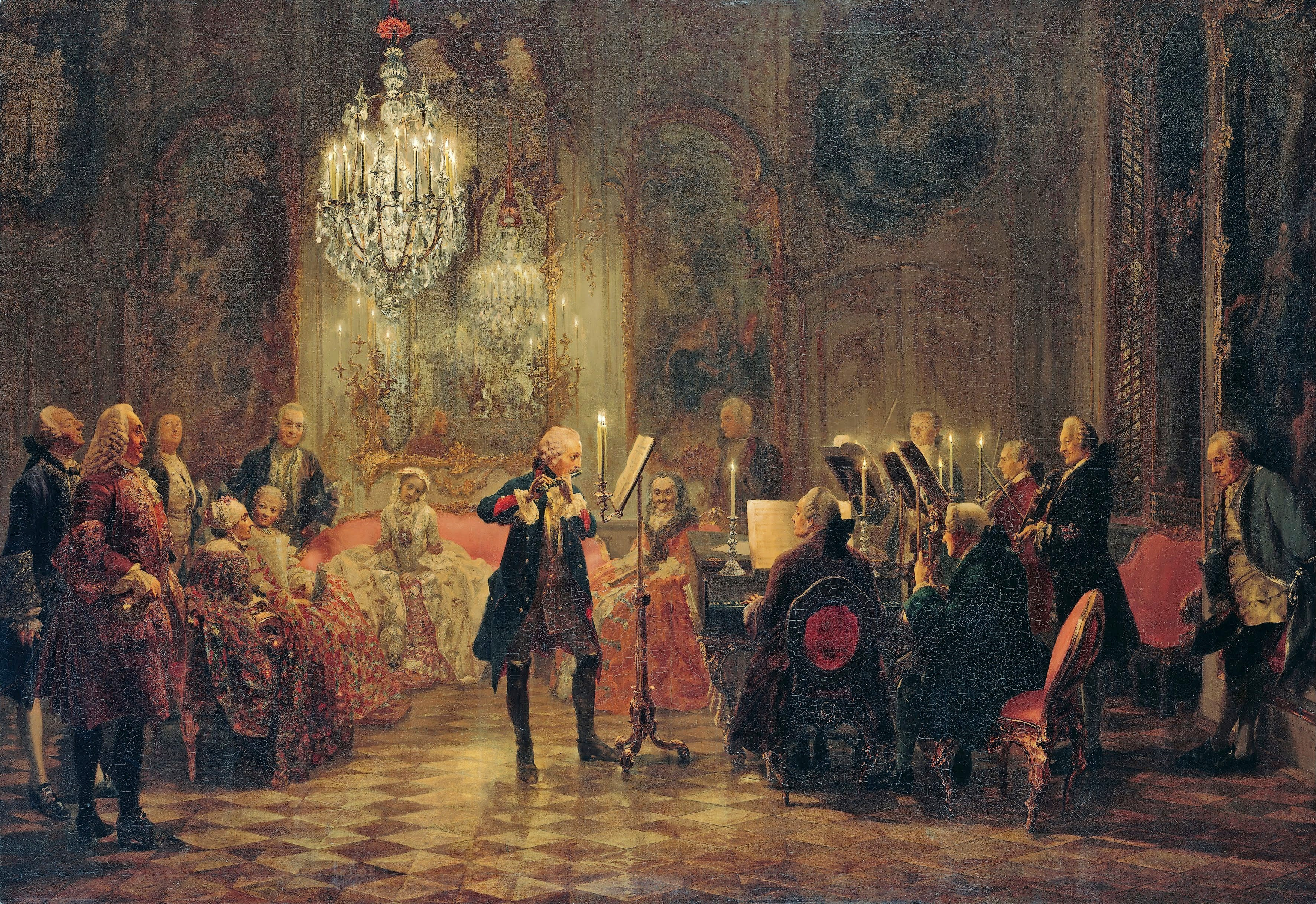
Uma ilustração mostrando Johann ao lado de Frederico, o Grande.

Poucos trabalhos de Quantz foram publicados durante sua vida. A maioria deles é para flauta transversal, incluindo mais de 200 sonatas, cerca de 300 concertos, incluindo vários para duas flautas; cerca de 45 sonatas em trio (maioritariamente para 2 flautas ou flauta e violino, com contínuo); 6 quartetos para flauta, violino, viola e contínuo; vários duetos de flauta e trios de flauta; e caprichos desacompanhados e fantasias para flauta.
O catálogo temático das obras de Quantz foi publicado por Horst Augsbach. 'QV' significa 'Quantz Verzeichnis' e 'Anh.' para 'Anhang' ("suplemento") quando a autenticidade das obras está em dúvida. Uma série de trabalhos adicionais foram descobertos ou vieram à luz desde a sua publicação.

## Sonatas para flauta
A numeração segue o Catalog des solos pour Sans Souci iniciado em 1763 e continuado em 1769 pelo Catalog des solos pour le Nouveau Palais que contém obras de Quantz e de seu aluno Frederico II, rei da Prússia. Esses dois catálogos começam no número 88. O anterior Catalog des solos pour Potsdam, contendo as sonatas nºs 1 a 87, foi perdido. As sonatas de Quantz são numeradas da seguinte forma: 88–105, 142, 219–254 e 265–361. As 121 sonatas de Frederico II são: 106–141, 143–218 e 255–264. As sonatas com numeração romana fazem parte da coleção Sonata a flauto traverso solo e cembalo da Gio: Gioacchino Quantz .
- QV 1: 1 – Sonata para Flauta nº 360 em dó maior
- QV 1: 2 – Sonata para Flauta nº 284 em dó maior
- QV 1: 3 – Sonata para Flauta nº 346 em dó maior
- QV 1: 4 – Sonata para Flauta nº 241 em dó maior
- QV 1: 5a – Sonata para Flauta nº 91 em dó maior
- QV 1: 5b – Sonata para flauta XVII em dó maior
- QV 1: 6 – Sonata para Flauta nº 226 em dó maior
- QV 1: 7 – Movimento da Sonata para Flauta em Dó maior
- QV 1: 8 – Sonata para Flauta nº 312 em dó maior
- QV 1: 9 – Sonata para Flauta nº 95 em dó maior
- QV 1: 10 – Sonata para Flauta nº 332 em dó maior
- QV 1: 11 – Sonata para Flauta nº 319 em dó maior
- QV 1: 12 – Sonata para Flauta nº 268 em dó maior
- QV 1: 13 – Sonata para Flauta nº 298 em dó maior
- QV 1: 14 – Sonata para Flauta nº 305 em dó menor
- QV 1: 15 – Sonata para Flauta III em dó menor
- QV 1: 16 – Sonata para Flauta em Dó menor, Op. 1 nº 3
- QV 1: 17 – Sonata para Flauta X em dó menor
- QV 1: 18 – Sonata para Flauta nº 276 em dó menor
- QV 1: 19 – Sonata para Flauta nº 339 em dó menor
- QV 1: 20 – Sonata para Flauta nº 353 em dó menor
- QV 1: 21 – Sonata para Flauta nº 291 em dó menor
- QV 1: 22 – Sonata para Flauta nº 325 em dó menor
- QV 1: 23 – Sonata para Flauta nº 250 em dó menor
- QV 1: 24 – Sonata XII em ré maior para flauta
- QV 1: 25 – Sonata para flauta em ré maior
- QV 1: 26 – Sonata para Flauta nº 292 em ré maior
- QV 1: 27 – Sonata para Flauta nº 242 em ré maior
- QV 1: 28 – Sonata para Flauta nº 251 em ré maior
- QV 1: 29 – Sonata para Flauta nº 299 em ré maior
- QV 1: 30 – Sonata para Flauta nº 313 em ré maior
- QV 1: 31 – Sonata para Flauta nº 354 em ré maior
- QV 1: 32 – Sonata para Flauta nº 269 em ré maior
- QV 1: 33 – Sonata para Flauta nº 219 em ré maior
- QV 1: 34 – Sonata para Flauta nº 333 em ré maior
- QV 1: 35 – Sonata para Flauta nº 247 em ré maior
- QV 1: 36 – Sonata para Flauta nº 340 em ré maior
- QV 1: 37a – Sonata para flauta IV em ré maior
- QV 1: 37b – Sonata para Flauta nº 227 em ré maior
- QV 1: 38 – Sonata para Flauta nº 326 em ré maior
- QV 1: 39 – Sonata para Flauta nº 361 em ré maior
- QV 1: 40 – Sonata para Flauta nº 92 em ré maior
- QV 1: 41 – Sonata para Flauta nº 228 em ré maior
- QV 1: 42 – Sonata para Flauta nº 277 em ré maior
- QV 1: 43 – Sonata para Flauta nº 96 em ré maior
- QV 1: 44 – Sonata para Flauta nº 245 em ré maior
- QV 1: 45 – Sonata para Flauta nº 347 em ré maior
- QV 1: 46 – Sonata para Flauta nº 285 em ré maior
- QV 1: 47 – Sonata para Flauta nº 306 em ré maior
- QV 1: 48 – Sonata para Flauta em Ré Maior, Op. 1 nº 4
- QV 1: 49 – Sonata para Flauta em Ré Maior, Op. 1 nº 6
- QV 1: 50 – Sonata para Flauta nº 341 em Mi bemol maior
- QV 1: 51 – Sonata para Flauta nº 270 em Mi bemol maior
- QV 1: 52 – Sonata para Flauta nº 327 em Mi bemol maior
- QV 1: 53 – Movimento da Sonata para Flauta em Mi bemol maior
- QV 1: 54 – Sonata para Flauta nº 348 em Mi bemol maior
- QV 1: 55 – Sonata para Flauta nº 286 em Mi bemol maior
- QV 1: 56 – Sonata para Flauta nº 94 em Mi bemol maior
- QV 1: 57 – Sonata para Flauta V em Mi bemol maior
- QV 1: 58a – Sonata para Flauta nº 98 em Mi bemol maior
- QV 1: 58b – Sonata XVIII para Flauta em Mi bemol maior
- QV 1: 59 – Sonata para Flauta nº 279 em Mi bemol maior
- QV 1: 60 – Sonata para Flauta nº 300 em Mi bemol maior
- QV 1: 61 – Sonata para Flauta nº 334 em Mi maior
- QV 1: 62 – Sonata para Flauta nº 93 em Mi maior
- QV 1: 63 – Sonata para Flauta nº 223 em Mi maior
- QV 1: 64 – Sonata para Flauta nº 229 em Mi maior
- QV 1: 65 – Sonata para Flauta nº 307 em Mi maior
- QV 1: 66 – Sonata para Flauta nº 97 em Mi menor
- QV 1: 67 – Sonata para Flauta nº 355 em Mi menor
- QV 1: 68 – Sonata para Flauta nº 103 em Mi menor
- QV 1: 69 – Sonata para Flauta nº 220 em Mi menor
- QV 1: 70 – Sonata para Flauta nº 314 em Mi menor
- QV 1: 71 – Sonata para Flauta nº 101 em Mi menor
- QV 1: 72 – Sonata para Flauta nº 278 em Mi menor
- QV 1: 73 – Sonata para Flauta nº 252 em Mi menor
- QV 1: 74 – Sonata para Flauta nº 243 em Mi menor
- QV 1: 75 – Sonata para Flauta nº 234 em Mi menor
- QV 1: 76 – Sonata para Flauta nº 318 em Mi menor
- QV 1: 77 – Sonata para Flauta em Mi menor, Op. 1 nº 5
- QV 1: 78 – Sonata para Flauta nº 293 em Mi menor
- QV 1: 79 – Sonata para Flauta nº 320 em Mi menor
- QV 1: 80 – Sonata para Flauta nº 335 em Fá maior
- QV 1: 81 – Sonata para Flauta nº 294 em Fá maior
- QV 1: 82 – Sonata para Flauta nº 356 em Fá maior
- QV 1: 83 – Sonata para Flauta nº 253 em Fá maior
- QV 1: 84 – Sonata para flauta XVIIII em fá maior
- QV 1: 85 – Sonata para Flauta nº 321 em Fá maior
- QV 1: 86 – Sonata para flauta XIII em fá maior
- QV 1: 87 – Sonata para Flauta nº 301 em Fá maior
- QV 1: 88 – Sonata para Flauta nº 287 em Fá maior
- QV 1: 89 – Sonata para Flauta nº 349 em Fá maior
- QV 1: 90 – Sonata para Flauta nº 308 em Fá maior
- QV 1: 91 – Sonata para Flauta nº 280 em Fá maior
- QV 1: 92 – Sonata para Flauta nº 328 em Fá maior
- QV 1: 93 – Sonata para Flauta nº 272 em Fá maior
- QV 1: 94 – Sonata para Flauta nº 342 em Fá Maior
- QV 1: 95 – Sonata para flauta VI em fá menor
- QV 1: 96 – Sonata para Flauta nº 89 em Sol maior
- QV 1: 97 – Sonata para Flauta nº 238 em Sol maior
- QV 1: 98 – Variações sobre Ich schlief da träumte mir em sol maior
- QV 1: 99 – Sonata para Flauta nº 225 em Sol maior
- QV 1:100 – Sonata para flauta nº 244 em sol maior
- QV 1:101 – Sonata para flauta em sol maior
- QV 1:102 – Sonata para flauta nº 309 em sol maior
- QV 1:103 – Sonata para flauta nº 350 em sol maior
- QV 1:104 – Sonata para flauta nº 254 em sol maior
- QV 1:105 – Sonata para flauta nº 343 em sol maior
- QV 1:106 – Sonata para flauta nº 329 em sol maior
- QV 1:107 – Sonata para Flauta nº 88 em Sol maior
- QV 1:108a – Sonata para flauta em sol maior
- QV 1:108b – Sonata para Oboé em Mi bemol maior
- QV 1:109 – Sonata para flauta nº 273 em sol maior
- QV 1:110 – Sonata para flauta nº 246 em sol maior
- QV 1:111 – Sonata para flauta nº 232 em sol maior
- QV 1:112 – Sonata para flauta nº 295 em sol maior
- QV 1:113 – Sonata para flauta nº 236 em sol maior
- QV 1:114 – Sonata para Flauta nº 233 em sol menor
- QV 1:115 – Sonata para Flauta nº 281 em sol menor
- QV 1:116 – Sonata para Flauta XIV em sol menor
- QV 1:117 – Sonata para flauta nº 315 em sol menor
- QV 1:118 – Sonata para Flauta nº 288 em sol menor
- QV 1:119 – Sonata para Flauta nº 265 em sol menor
- QV 1:120 – Sonata para Flauta nº 357 em sol menor
- QV 1:121 – Sonata para flauta XX em sol menor
- QV 1:122 – Sonata para Flauta nº 271 em sol menor
- QV 1:123 – Sonata para Flauta nº 237 em sol menor
- QV 1:124 – Sonata para Flauta nº 302 em sol menor
- QV 1:125 – Sonata para flauta VII em sol menor
- QV 1:126 – Sonata para flauta nº 336 em sol menor
- QV 1:127 – Sonata para flauta nº 322 em sol menor
- QV 1:128 – Sonata para Flauta nº 142 em sol menor
- QV 1:129 – Sonata para flauta nº 323 em lá maior
- QV 1:130 – Sonata para Flauta nº 289 em lá maior
- QV 1:131 – Sonata para Flauta nº 337 em lá maior
- QV 1:132 – Sonata para Flauta nº 358 em lá maior
- QV 1:133 – Sonata para Flauta nº 224 em lá maior
- QV 1:134 – Sonata para Flauta nº 222 em lá maior
- QV 1:135 – Sonata para Flauta nº 282 em lá maior
- QV 1:136 – Sonata para Flauta nº 296 em lá maior
- QV 1:137 – Sonata para Flauta nº 310 em lá maior
- QV 1:138 – Sonata para Flauta nº 239 em lá maior
- QV 1:139 – Sonata para flauta nº 344 em lá maior
- QV 1:140 – Sonata para flauta nº 330 em lá maior
- QV 1:141 – Sonata para flauta nº 316 em lá maior
- QV 1:142 – Sonata para Flauta nº 266 em lá maior
- QV 1:143 – Sonata para Flauta nº 351 em lá maior
- QV 1:144 – Sonata para Flauta nº 303 em lá maior
- QV 1:145 – Sonata para Flauta nº 274 em lá maior
- QV 1:146 – Sonata para flauta I em lá menor
- QV 1:147 – Sonata para Flauta nº 99 em lá menor
- QV 1:148 – Sonata para Flauta nº 248 em lá menor
- QV 1:149 – Sonata para Flauta nº 235 em Lá menor
- QV 1:150 – Sonata para Flauta nº 230 em lá menor
- QV 1:151 – Sonata para Flauta nº 105 em lá menor
- QV 1:152 – Sonata para Flauta em Lá menor, Op. 1 nº 1
- QV 1:153 – Sonata para Flauta nº 102 em Si bemol maior, Op. 1 nº 2
- QV 1:154 – Sonata para Flauta nº 345 em Si bemol maior
- QV 1:155 – Sonata para Flauta nº 304 em Si bemol maior
- QV 1:156 – Sonata para Flauta nº 249 em Si bemol maior
- QV 1:157 – Sonata para Flauta nº 352 em Si bemol maior
- QV 1:158 – Sonata para Flauta nº 290 em Si bemol maior
- QV 1:159 – Sonata para Flauta nº 324 em Si bemol maior
- QV 1:160 – Sonata para Flauta nº 338 em Si bemol maior
- QV 1:161 – Sonata para Flauta nº 275 em Si bemol maior
- QV 1:162 – Sonata para Flauta nº 317 em Si bemol maior
- QV 1:163 – Sonata para Flauta II em Si bemol maior
- QV 1:164 – Sonata para Flauta nº 90 em Si bemol maior
- QV 1:165 – Sonata para Flauta nº 331 em si menor
- QV 1:166 – Sonata para flauta nº 311 em si menor
- QV 1:167 – Sonata para Flauta nº 104 em si menor
- QV 1:168 – Sonata para Flauta nº 231 em si menor
- QV 1:169 – Sonata para Flauta nº 267 em si menor
- QV 1:170 – Sonata para Flauta nº 283 em si menor
- QV 1:171 – Sonata para Flauta XI em si menor
- QV 1:172 – Sonata para Flauta nº 203 em si menor
- QV 1:173 – Sonata para Flauta nº 100 em si menor
- QV 1:174 – Sonata para Flauta nº 297 em si menor
- QV 1:175 – Sonata para Flauta nº 359 em si menor
- QV 1:176 – Sonata para Flauta nº 240 em si menor
- QV 1:177 – Peças para flauta e contínuo I
- QV 1:178 – Peças para flauta e contínuo II
- QV 1:179 – Sonata para flauta em dó menor
- QV 1:180 – Sonata para flauta em sol maior
- QV 1:181 – Sonata para flauta em sol maior
- QV 1:182 – Sonata para Flauta em Mi menor
- QV 1:183 – Sonata para flauta em sol menor
- QV 1:184 – Sonata para flauta em ré maior
- QV 1:Anh. 1 – Sonata para Flauta em Dó maior (perdida)
- QV 1:Anh. 2 – Sonata para Flauta em Dó maior
- QV 1:Anh. 3 – Sonata para Flauta em Dó maior
- QV 1:Anh. 4 – Sonata para Flauta em Dó maior
- QV 1:Anh. 5 – Sonata para Flauta em Dó menor
- QV 1:Anh. 6 – Sonata para flauta em ré maior
- QV 1:Anh. 7 – Sonata para Flauta em Ré maior (perdida)
- QV 1:Anh. 8 – Sonata para flauta em ré maior
- QV 1:Anh. 9a – Sonata para flauta em ré maior
- QV 1:Anh. 9b – Sonata para flauta em ré maior
- QV 1:Anh.10 – Sonata para Flauta em Ré maior
- QV 1:Anh.11 – Sonata para Flauta em Ré maior (perdida)
- QV 1:Anh.12 – Sonata para Flauta em Ré maior
- QV 1:Anh.13 – Sonata para Flauta em Ré maior
- QV 1:Anh.14a – Sonata para Flauta em Ré maior
- QV 1:Anh.14b – Sonata para Flauta em Ré maior
- QV 1:Anh.15 – Sonata para Flauta em Ré maior
- QV 1:Anh.16 – Sonata para Flauta em Ré menor
- QV 1:Anh.17 – Sonata para Flauta em Mi bemol maior (perdida)
- QV 1:Anh.18 – Sonata para Flauta em Mi menor
- QV 1:Anh.19 – Sonata para Flauta em Mi menor
- QV 1:Anh.20 – Sonata para Flauta em Mi menor
- QV 1:Anh.21 – Sonata para Flauta em Mi menor
- QV 1:Anh.22 – Sonata para Flauta em Mi menor
- QV 1:Anh.23 – Sonata para Flauta em Mi menor
- QV 1:Anh.24 – Sonata para Flauta em Sol maior
- QV 1:Anh.25 – Sonata para Flauta em Sol maior
- QV 1:Anh.26 – Sonata para Flauta em Sol Maior
- QV 1:Anh.27 – Sonata para Flauta em Sol maior
- QV 1:Anh.28 – Sonata para Flauta em Sol maior (perdida)
- QV 1:Anh.29 – Sonata para Flauta em Sol maior
- QV 1:Anh.30 – Sonata para Flauta em Sol maior
- QV 1:Anh.31 – Sonata para Flauta em Sol maior
- QV 1:Anh.32 – Sonata para Flauta em Sol maior
- QV 1:Anh.33 – Sonata para Flauta em Sol maior
- QV 1:Anh.34 – Sonata para Flauta em Sol maior
- QV 1:Anh.35 – Sonata para Flauta em Sol maior
- QV 1:Anh.36 – Sonata para Flauta em Sol maior
- QV 1:Anh.37 – Sonata para Flauta em Lá menor
- QV 1:Anh.38 – Sonata para Flauta em Lá menor
- QV 1:Anh.39 – Sonata para fagote em si bemol maior
- QV 1:Anh.40 – Sonata para Oboé em Si bemol maior (perdido)
- QV 1:Anh.41 – Sonata para Flauta em Si maior
- QV 1:Anh.42 – Sonata para Flauta em Si menor
- QV 1:Anh.43 – Sonata para Flauta em Si menor
- QV 1:Anh.44 – Sonata para Flauta em Si menor
- QV 1:Anh.45 – 4 Sonatas para Flauta

## Trio sonatas
A instrumentação variável do trio sonatas é indicada entre parênteses. Algumas das sonatas em trio exigem apenas dois instrumentos, com o cravo tocando um dessus e o contínuo. Por exemplo, 'Sonata para flauta, (violino) & cravo (contínuo)' significa que pode ser tocada por flauta, violino e contínuo ou flauta e cravo.
- QV 2: 1 – Sonata para flauta, violino (flauta) e continuo Op. 3 No. 3 em Dó maior
- QV 2: 2 – Sonata para flauta, flauta doce e contínuo em dó maior
- QV 2: 3 – Sonata para 2 flautas e contínuo em dó menor
- QV 2: 4 – Sonata para flauta, viola d'amore e contínuo em dó menor
- QV 2: 5 – Sonata para flauta, oboé e contínuo em dó menor
- QV 2: 6 – Sonata para 2 flautas e contínuo Op. 3 nº 2 em ré maior
- QV 2: 7 – Sonata para 2 flautas e contínuo em ré maior
- QV 2: 8 – Sonata para 2 flautas e contínuo em ré maior
- QV 2: 9 – Sonata para flauta, violino e contínuo em ré maior
- QV 2:10 – Sonata para flauta, violino e contínuo Op. 3 nº 6 em ré maior
- QV 2:11 – Sonata para 2 flautas e contínuo em ré maior (perdido)
- QV 2:12 – Sonata para 2 flautas e contínuo em ré maior
- QV 2:13 – Sonata para 2 flautas e contínuo em ré maior
- QV 2:14 – Sonata para flauta, (violino) e cravo (contínuo) em ré maior
- QV 2:15 – Sonata para 2 flautas e contínuo em ré maior
- QV 2:16 – Sonata para flauta, violino e contínuo em ré menor
- QV 2:17 – Sonata para 2 flautas e contínuo em mi bemol maior
- QV 2:18 – Sonata para flauta, (violino) e cravo (contínuo) em mi bemol maior
- QV 2:19 – Sonata para 2 flautas e contínuo em mi menor
- QV 2:20 – Sonata para flauta, violino e contínuo em mi menor
- QV 2:21 – Sonata para flauta, (violino) e cravo (contínuo) em mi menor
- QV 2:22 – Sonata para flauta, violino (flauta) e contínuo em mi menor
- QV 2:23 – Sonata para 2 flautas, oboés ou violinos e contínuo Op. 3 nº 5 em mi menor
- QV 2:24 – Sonata para flauta, (violino) e cravo (contínuo) em fá maior
- QV 2:25 – Sonata para flauta, violino (flauta) e contínuo em fá menor
- QV 2:26 – Sonata para flauta, oboé d'amore (violino) e contínuo em sol maior
- QV 2:27 – Sonata para oboé, violino e contínuo em sol maior
- QV 2:28 – Sonata para flauta, (violino) e cravo (contínuo) em sol maior
- QV 2:29 – Sonata para flauta, violino e contínuo em sol maior
- QV 2:30 – Sonata para oboé, violoncelo (fagote) e contínuo em sol maior
- QV 2:31 – Sonata para flauta, oboé (violino) e contínuo Op. 3 nº 1 em sol maior
- QV 2:32 – Sonata para 2 flautas e contínuo Op. 3 nº 4 em sol maior
- QV 2:33 – Sonata para flauta, violino (flauta) e contínuo em sol maior
- QV 2:34 – Sonata para flauta, violino e contínuo em sol menor
- QV 2:35 – Sonata para flauta, (violino) e cravo (contínuo) em sol menor
- QV 2:36 – Sonata para 2 flautas e contínuo em lá maior
- QV 2:37 – Sonata para 2 violinos (flautas) e contínuo em lá maior
- QV 2:38 – Sonata para 2 flautas, oboés ou violinos e contínuo em lá maior
- QV 2:39 – Sonata para flauta, violino (flauta) e contínuo em lá menor
- QV 2:40 – Sonata para 2 flautas e contínuo em lá menor
- QV 2:41a – Sonata para 2 flautas e contínuo em lá menor
- QV 2:41b – Sonata para 2 oboés e contínuo em sol menor
- QV 2:42 – Sonata para flauta, violino (flauta) e contínuo em si bemol maior
- QV 2:43 – Sonata para flauta, violino (flauta) e contínuo em si menor
- QV 2:Anh.1 – Marcha para 2 oboés e fagote em Mi bemol maior
- QV 2:Anh.2 – Sonata para 2 flautas (oboé e violino) e contínuo em mi menor
- QV 2:Anh.3 – Sonata para flauta, violino (flauta) e contínuo em sol maior
- QV 2:Anh.4 – Sonata para flauta, violino e contínuo em sol maior

## Solos de flauta
O terceiro grupo de composições reúne obras para 1 a 3 flautas sem contínuo.
- QV 3:1. 1 – Fantasia para solo de flauta em dó maior
- QV 3:1. 2 – Fantasia para solo de flauta em dó maior
- QV 3:1. 3 – Vivace alla Francese para solo de flauta em ré maior
- QV 3:1. 4 – Capricio para solo de flauta em ré maior
- QV 3:1. 5 – Fantasia para solo de flauta em ré maior
- QV 3:1. 6 – Capricio para solo de flauta em ré maior
- QV 3:1. 7 – Praeludium para solo de flauta em ré maior
- QV 3:1. 8 – Capricio I para solo de flauta em ré menor
- QV 3:1. 9 – Fantasia para solo de flauta em mi menor
- QV 3:1.10 – Capricio II para solo de flauta em mi menor
- QV 3:1.11 – Fantasia para solo de flauta em mi menor
- QV 3:1.12 – Capricio para solo de flauta em fá maior
- QV 3:1.13 – Capricio para solo de flauta em sol maior
- QV 3:1.14 – Capricio VI para solo de flauta em sol maior
- QV 3:1.15 – Capricio IV para solo de flauta em sol maior
- QV 3:1.16 – Allegretto con variazioni para solo de flauta em sol maior
- QV 3:1.17 – Capricio V para solo de flauta em sol maior
- QV 3:1.18 – Presto para solo de flauta em sol maior
- QV 3:1.19 – Capricio VII para solo de flauta em lá menor
- QV 3:1.20 – Menuetto para solo de flauta em si bemol maior
- QV 3:1.21 – Capricio VIII para solo de flauta em si bemol maior
- QV 3:1.22 – Adagio para solo de flauta em si menor
- QV 3:1.23 – Presto para solo de flauta em si menor
- QV 3:1.24 – Fantasia para solo de flauta em si menor
- QV 3:2.1 – Dueto de Flauta Op. 2 nº 4 em dó maior
- QV 3:2.2 – Dueto de Flauta Op. 2 nº 5 em ré maior
- QV 3:2.3 – Dueto de Flauta Op. 2 nº 6 em mi menor
- QV 3:2.4 – Dueto de Flauta Op. 2 nº 1 em sol maior
- QV 3:2.5 – Dueto de Flauta Op. 2 nº 2 em lá menor
- QV 3:2.6 – Dueto de Flauta Op. 2 nº 3 em si menor
- QV 3:2.Anh. 1 – Minueto para dueto de flauta em ré maior
- QV 3:2.Anh. 2 – Dueto de Flauta Op. 5 nº 3 em ré maior
- QV 3:2.Anh. 3 – Dueto de Flauta Op. 5 nº 2 em ré maior
- QV 3:2.Anh. 4 – Dueto de Flauta Op. 5 nº 6 em mi menor
- QV 3:2.Anh. 5 – Dueto de Flauta Op. 5 nº 4 em sol maior
- QV 3:2.Anh. 6 – Dueto de Flauta Op. 5 nº 1 em lá maior
- QV 3:2.Anh. 7 – Dueto de Flauta Op. 5 nº 5 em lá menor
- QV 3:2.Anh. 8 – 7 duetos para flauta
- QV 3:2.Anh. 9 – 6 duetos para flauta (perdidos)
- QV 3:2.Anh.10 – 9 Duetino para flautas
- QV 3:3.1 – Sonata para 3 flautas em ré maior
- QV 3:3.2 – Sonata para 3 flautas em ré maior
- QV 3:3.3 – Sonata para 3 flautas em ré maior

## Concertos para flauta
Como as sonatas para flauta, os concertos são numerados de acordo com os catálogos contemporâneos de Quantz, especialmente o Catalog des concertos pour le Nouveau Palais . Quantz compôs os concertos nºs 1, 4–78, 80–85, 89 e 92–300. Frederico II compôs apenas quatro concertos, nº 87, 88, 90 e 91. O concerto nº 2 é de Carl Heinrich Graun . Quanto aos concertos nºs 3, 79 e 86, o compositor permanece desconhecido. Os concertos para flauta são listados em duas categorias, quer uma parte de viola esteja ou não incluída no acompanhamento de cordas.

### Concertos para flauta sem parte de viola
Instrumentação: Flauta, solo; 2 violinos e baixo contínuo .
- QV 4:1 – Concerto nº 14 para flauta em ré maior
- QV 4:2 – Concerto nº 25 para flauta em mi bemol maior
- QV 4:3 – Concerto nº 13 para flauta em mi menor
- QV 4:4 – Concerto nº 11 para flauta em sol maior
- QV 4:5 – Concerto nº 69 para flauta em sol maior
- QV 4:6 – Concerto nº 12 para flauta em lá maior
- QV 4:7 – Concerto nº 102 para flauta em si menor

### Concertos para flauta com parte de viola
Instrumentação: Flauta, solo; 2 violinos, viola e baixo contínuo .
- QV 5: 1 – Concerto nº 72 para flauta em dó maior
- QV 5: 2 – Concerto nº 71 para flauta em dó maior
- QV 5: 3 – Concerto nº 100 para flauta em dó maior (perdido)
- QV 5: 4 – Concerto nº 202 para flauta em dó maior
- QV 5: 5 – Concerto nº 94 para flauta em dó maior
- QV 5: 6 – Concerto nº 156 para flauta em dó maior
- QV 5: 7 – Concerto nº 237 para flauta em dó maior
- QV 5: 8 – Concerto nº 24 para flauta em dó maior
- QV 5: 9 – Concerto nº 63 para flauta em dó maior (perdido)
- QV 5: 10 – Concerto nº 118 para flauta em dó maior
- QV 5: 11 – Concerto nº 134 para flauta em dó maior
- QV 5: 12 – Concerto nº 223 para flauta em dó maior
- QV 5: 13 – Concerto nº 23 para flauta em dó maior
- QV 5: 14 – Concerto nº 137 para flauta em dó maior
- QV 5: 15 – Concerto nº 188 para flauta em dó maior
- QV 5: 16 – Concerto nº 293 para flauta em dó maior
- QV 5: 17 – Concerto nº 265 para flauta em dó maior
- QV 5: 18 – Concerto nº 172 para flauta em dó maior (perdido)
- QV 5: 19 – Concerto nº 36 para flauta em dó maior
- QV 5: 20 – Concerto nº 279 para flauta em dó maior
- QV 5: 21 – Concerto nº 251 para flauta em dó maior
- QV 5: 22 – Concerto nº 209 para flauta em dó maior
- QV 5: 23 – Concerto nº 272 para flauta em dó maior
- QV 5: 24 – Concerto nº 244 para flauta em dó menor
- QV 5: 25 – Concerto nº 216 para flauta em dó menor
- QV 5: 26 – Concerto nº 153 para flauta em dó menor
- QV 5: 27 – Concerto nº 53 para flauta em dó menor (perdido)
- QV 5: 28 – Concerto nº 181 para flauta em dó menor
- QV 5: 29 – Concerto nº 164 para flauta em dó menor (perdido)
- QV 5: 30 – Concerto nº 119 para flauta em dó menor (perdido)
- QV 5: 31 – Concerto nº 54 para flauta em dó menor (perdido)
- QV 5: 32 – Concerto nº 108 para flauta em dó menor
- QV 5: 33 – Concerto nº 230 para flauta em dó menor
- QV 5: 34 – Concerto nº 258 para flauta em dó menor
- QV 5: 35 – Concerto nº 147 para flauta em dó menor
- QV 5: 36 – Concerto nº 7 para flauta em dó menor
- QV 5: 37 – Concerto nº 286 para flauta em dó menor
- QV 5: 38 – Concerto nº 300 para flauta em dó menor
- QV 5: 39 – Concerto nº 195 para flauta em dó menor
- QV 5: 40 – Concerto nº 26 para flauta em ré maior
- QV 5: 41 – Concerto nº 182 para flauta em ré maior
- QV 5: 42 – Concerto nº 101 para flauta em ré maior (perdido)
- QV 5: 43 – Concerto nº 40 para flauta em ré maior
- QV 5: 44 – Concerto nº 231 para flauta em ré maior
- QV 5: 45 – Concerto nº 144 para flauta em ré maior
- QV 5: 46 – Concerto nº 116 para flauta em ré maior
- QV 5: 47 – Concerto nº 92 para flauta em ré maior
- QV 5: 48 – Concerto nº 78 para flauta em ré maior
- QV 5: 49 – Concerto nº 45 para flauta em ré maior
- QV 5: 50 – Concerto nº 259 para flauta em ré maior
- QV 5: 51 – Concerto nº 82 para flauta em ré maior (1ª versão)
- QV 5: 52 – Concerto nº 82 para flauta em ré maior (2ª versão)
- QV 5: 53 – Concerto nº 28 para flauta em ré maior
- QV 5: 54 – Concerto nº 17 para flauta em ré maior
- QV 5: 55 – Concerto nº 127 para flauta em ré maior
- QV 5: 56 – Concerto nº 110 para flauta em ré maior (perdido)
- QV 5: 57 – Concerto nº 42 para flauta em ré maior
- QV 5: 58 – Concerto nº 75 para flauta em ré maior
- QV 5: 59 – Concerto nº 217 para flauta em ré maior
- QV 5: 60 – Concerto nº 203 para flauta em ré maior
- QV 5: 61 – Concerto nº 294 para flauta em ré maior
- QV 5: 62 – Concerto nº 41 para flauta em ré maior
- QV 5: 63 – Concerto nº 224 para flauta em ré maior
- QV 5: 64 – Concerto nº 252 para flauta em ré maior
- QV 5: 65 – Concerto nº 238 para flauta em ré maior
- QV 5: 66 – Concerto nº 157 para flauta em ré maior
- QV 5: 67 – Concerto nº 266 para flauta em ré maior
- QV 5: 68 – Concerto nº 245 para flauta em ré maior
- QV 5: 69 – Concerto nº 22 para flauta em ré maior
- QV 5: 70 – Concerto nº 173 para flauta em ré maior (perdido)
- QV 5: 71 – Concerto nº 196 para flauta em ré maior
- QV 5: 72 – Concerto nº 280 para flauta em ré maior
- QV 5: 73 – Concerto nº 15 para flauta em ré maior
- QV 5: 74 – Concerto nº 70 para flauta em ré maior
- QV 5: 75 – Concerto nº 29 para flauta em ré maior
- QV 5: 76 – Concerto nº 210 para flauta em ré maior
- QV 5: 77 – Concerto nº 287 para flauta em ré maior
- QV 5: 78 – Concerto nº 273 para flauta em ré maior
- QV 5: 79 – Concerto nº 121 para flauta em ré menor (perdido)
- QV 5: 80 – Concerto nº 30 para flauta em ré menor
- QV 5: 81 – Concerto nº 113 para flauta em ré menor
- QV 5: 82 – Concerto nº 189 para flauta em ré menor
- QV 5: 83 – Concerto nº 37 para flauta em ré menor
- QV 5: 84 – Concerto nº 165 para flauta em ré menor (perdido)
- QV 5: 85 – Concerto nº 140 para flauta em ré menor
- QV 5: 86 – Concerto nº 38 para flauta em ré menor
- QV 5: 87 – Concerto nº 73 para flauta em ré menor
- QV 5: 88 – Concerto nº 139 para flauta em ré menor
- QV 5: 89 – Concerto nº 109 para flauta em Mi bemol maior
- QV 5: 90 – Concerto nº 260 para flauta em Mi bemol maior
- QV 5: 91 – Concerto nº 175 para flauta em Mi bemol maior (perdido)
- QV 5: 92 – Concerto nº 55 para flauta em Mi bemol maior (perdido)
- QV 5: 93 – Concerto nº 143 para flauta em Mi bemol maior
- QV 5: 94 – Concerto nº 211 para flauta em Mi bemol maior
- QV 5: 95 – Concerto nº 159 para flauta em Mi bemol maior
- QV 5: 96 – Concerto nº 122 para flauta em Mi bemol maior (perdido)
- QV 5: 97 – Concerto nº 246 para flauta em Mi bemol maior
- QV 5: 98 – Concerto nº 267 para flauta em Mi bemol maior
- QV 5: 99 – Concerto nº 281 para flauta em Mi bemol maior
- QV 5:100 – Concerto nº 218 para flauta em mi bemol maior
- QV 5:101 – Concerto nº 8 para flauta em mi bemol maior
- QV 5:102 – Concerto nº 190 para flauta em Mi bemol maior
- QV 5:103 – Concerto nº 204 para flauta em Mi bemol maior
- QV 5:104 – Concerto nº 232 para flauta em Mi bemol maior
- QV 5:105 – Concerto nº 166 para flauta em mi bemol maior (perdido)
- QV 5:106 – Concerto nº 288 para flauta em Mi bemol maior
- QV 5:107 – Concerto nº 178 para flauta em mi maior
- QV 5:108 – Concerto nº 146 para flauta em mi maior
- QV 5:109 – Concerto nº 112 para flauta em mi menor (perdido)
- QV 5:110 – Concerto nº 274 para flauta em mi menor
- QV 5:111 – Concerto nº 158 para flauta em mi menor
- QV 5:112 – Concerto nº 197 para flauta em mi menor
- QV 5:113 – Concerto nº 21 para flauta em mi menor
- QV 5:114 – Concerto nº 167 para flauta em mi menor (perdido)
- QV 5:115 – Concerto nº 160 para flauta em mi menor
- QV 5:116 – Concerto nº 114 para flauta em mi menor
- QV 5:117 – Concerto nº 129 para flauta em mi menor
- QV 5:118 – Concerto nº 1 para flauta em mi menor
- QV 5:119 – Concerto nº 62 para flauta em mi menor (perdido)
- QV 5:120 – Concerto nº 57 para flauta em mi menor
- QV 5:121 – Concerto nº 83 para flauta em mi menor
- QV 5:122 – Concerto nº 225 para flauta em mi menor
- QV 5:123 – Concerto nº 142 para flauta em mi menor
- QV 5:124 – Concerto nº 95 para flauta em mi menor
- QV 5:125 – Concerto nº 174 para flauta em mi menor (perdido)
- QV 5:126 – Concerto nº 253 para flauta em mi menor
- QV 5:127 – Concerto nº 32 para flauta em mi menor
- QV 5:128 – Concerto nº 10 para flauta em mi menor
- QV 5:129 – Concerto nº 131 para flauta em mi menor
- QV 5:130 – Concerto nº 183 para flauta em mi menor
- QV 5:131 – Concerto nº 80 para flauta em mi menor
- QV 5:132 – Concerto nº 39 para flauta em mi menor
- QV 5:133 – Concerto nº 239 para flauta em mi menor
- QV 5:134 – Concerto nº 48 para flauta em mi menor (perdido)
- QV 5:135 – Concerto nº 33 para flauta em mi menor
- QV 5:136 – Concerto nº 93 para flauta em mi menor
- QV 5:137 – Concerto nº 295 para flauta em mi menor
- QV 5:138 – Concerto nº 6 para flauta em fá maior
- QV 5:139 – Concerto nº 103 para flauta em fá maior
- QV 5:140 – Concerto nº 176 para flauta em fá maior (perdido)
- QV 5:141 – Concerto nº 254 para flauta em fá maior
- QV 5:142 – Concerto nº 168 para flauta em fá maior (perdido)
- QV 5:143 – Concerto nº 126 para flauta em fá maior
- QV 5:144 – Concerto nº 135 para flauta em fá maior
- QV 5:145 – Concerto nº 247 para flauta em fá maior
- QV 5:146 – Concerto nº 138 para flauta em fá maior
- QV 5:147 – Concerto nº 240 para flauta em fá maior
- QV 5:148 – Concerto nº 44 para flauta em fá maior
- QV 5:149 – Concerto nº 191 para flauta em fá maior
- QV 5:150 – Concerto nº 233 para flauta em fá maior
- QV 5:151 – Concerto nº 212 para flauta em fá maior
- QV 5:152 – Concerto nº 219 para flauta em fá maior
- QV 5:153 – Concerto nº 282 para flauta em fá maior
- QV 5:154 – Concerto nº 296 para flauta em fá maior
- QV 5:155 – Concerto nº 205 para flauta em fá maior
- QV 5:156 – Concerto nº 261 para flauta em fá maior
- QV 5:157 – Concerto nº 275 para flauta em fá maior
- QV 5:158 – Concerto nº 268 para flauta em fá maior
- QV 5:159 – Concerto nº 226 para flauta em fá maior
- QV 5:160 – Concerto nº 154 para flauta em fá maior
- QV 5:161 – Concerto nº 198 para flauta em fá maior
- QV 5:162 – Concerto nº 184 para flauta em fá maior
- QV 5:163 – Concerto nº 289 para flauta em fá maior
- QV 5:164 – Concerto nº 50 para flauta em sol maior (perdido)
- QV 5:165 – Concerto nº 151 para flauta em sol maior
- QV 5:166 – Concerto nº 117 para flauta em sol maior (perdido)
- QV 5:167 – Concerto nº 81 para flauta em sol maior
- QV 5:168 – Concerto nº 27 para flauta em sol maior
- QV 5:169 – Concerto nº 128 para flauta em sol maior
- QV 5:170 – Concerto nº 96 para flauta em sol maior
- QV 5:171 – Concerto nº 107 para flauta em sol maior (perdido)
- QV 5:172 – Concerto nº 98 para flauta em sol maior
- QV 5:173 – Concerto nº 84 para flauta em sol maior (= Mus.ms 18 019/32 [nº 29])
- QV 5:174 – Concerto nº 161 para flauta em sol maior
- QV 5:175 – Concerto nº 241 para flauta em sol maior
- QV 5:176 – Concerto nº 136 para flauta em sol maior
- QV 5:177 – Concerto nº 213 para flauta em sol maior
- QV 5:178 – Concerto nº 104 para flauta em sol maior
- QV 5:179 – Concerto nº 20 para flauta em sol maior
- QV 5:180 – Concerto nº 192 para flauta em sol maior
- QV 5:181 – Concerto nº 148 para flauta em sol maior
- QV 5:182 – Concerto nº 283 para flauta em sol maior
- QV 5:183 – Concerto nº 35 para flauta em sol maior
- QV 5:184 – Concerto nº 58 para flauta em sol maior
- QV 5:185 – Concerto nº 68 para flauta em sol maior
- QV 5:186 – Concerto nº 177 para flauta em sol maior
- QV 5:187 – Concerto nº 276 para flauta em sol maior
- QV 5:188 – Concerto nº 66 para flauta em sol maior
- QV 5:189 – Concerto nº 227 para flauta em sol maior
- QV 5:190 – Concerto nº 206 para flauta em sol maior
- QV 5:191 – Concerto nº 255 para flauta em sol maior
- QV 5:192 – Concerto nº 297 para flauta em sol menor
- QV 5:193 – Concerto nº 132 para flauta em sol menor
- QV 5:194 – Concerto nº 234 para flauta em sol menor
- QV 5:195 – Concerto nº 248 para flauta em sol menor
- QV 5:196 – Concerto nº 262 para flauta em sol menor
- QV 5:197 – Concerto nº 115 para flauta em sol menor (perdido)
- QV 5:198 – Concerto nº 169 para flauta em sol menor (perdido)
- QV 5:199 – Concerto nº 52 para flauta em sol menor (perdido)
- QV 5:200 – Concerto nº 290 para flauta em sol menor
- QV 5:201 – Concerto nº 185 para flauta em sol menor
- QV 5:202 – Concerto nº 43 para flauta em sol menor
- QV 5:203 – Concerto nº 220 para flauta em sol menor
- QV 5:204 – Concerto nº 150 para flauta em sol menor
- QV 5:205 – Concerto nº 19 para flauta em sol menor
- QV 5:206 – Concerto nº 97 para flauta em sol menor
- QV 5:207 – Concerto nº 199 para flauta em sol menor
- QV 5:208 – Concerto nº 269 para flauta em sol menor
- QV 5:209 – Concerto nº 67 para flauta em lá maior
- QV 5:210 – Concerto nº 76 para flauta em lá maior
- QV 5:211 – Concerto nº 242 para flauta em lá maior
- QV 5:212 – Concerto nº 221 para flauta em lá maior
- QV 5:213 – Concerto nº 125 para flauta em lá maior
- QV 5:214 – Concerto nº 130 para flauta em lá maior
- QV 5:215 – Concerto nº 214 para flauta em lá maior
- QV 5:216 – Concerto nº 249 para flauta em lá maior
- QV 5:217 – Concerto nº 186 para flauta em lá maior
- QV 5:218 – Concerto nº 85 para flauta em lá maior
- QV 5:219 – Concerto nº 64 para flauta em lá maior (perdido)
- QV 5:220 – Concerto nº 298 para flauta em lá maior
- QV 5:221 – Concerto nº 270 para flauta em lá maior
- QV 5:222 – Concerto nº 152 para flauta em lá maior
- QV 5:223 – Concerto nº 200 para flauta em lá maior
- QV 5:224 – Concerto nº 256 para flauta em lá maior
- QV 5:225 – Concerto nº 111 para flauta em lá maior
- QV 5:226 – Concerto nº 291 para flauta em lá maior
- QV 5:227 – Concerto nº 263 para flauta em lá maior
- QV 5:228 – Concerto nº 277 para flauta em lá maior
- QV 5:229 – Concerto nº 170 para flauta em lá maior (perdido)
- QV 5:230 – Concerto nº 207 para flauta em lá maior
- QV 5:231 – Concerto nº 235 para flauta em lá maior
- QV 5:232 – Concerto nº 284 para flauta em lá maior
- QV 5:233 – Concerto nº 149 para flauta em lá menor
- QV 5:234 – Concerto nº 162 para flauta em lá menor
- QV 5:235 – Concerto nº 105 para flauta em lá menor (perdido)
- QV 5:236 – Concerto nº 193 para flauta em lá menor
- QV 5:237 – Concerto nº 228 para flauta em lá menor
- QV 5:238 – Concerto nº 123 para flauta em lá menor (perdido)
- QV 5:239 – Concerto nº 34 para flauta em lá menor
- QV 5:240 – Concerto nº 179 para flauta em lá menor
- QV 5:241 – Concerto nº 49 para flauta em lá menor (perdido)
- QV 5:242 – Concerto nº 16 para flauta em lá menor
- QV 5:243 – Concerto nº 9 para flauta em si bemol maior
- QV 5:244 – Concerto nº 243 para flauta em si bemol maior
- QV 5:245 – Concerto nº 180 para flauta em si bemol maior
- QV 5:246 – Concerto nº 133 para flauta em si bemol maior
- QV 5:247 – Concerto nº 163 para flauta em si bemol maior (perdido)
- QV 5:248 – Concerto nº 106 para flauta em si bemol maior
- QV 5:249 – Concerto nº 124 para flauta em si bemol maior (perdido)
- QV 5:250 – Concerto nº 51 para flauta em si bemol maior (perdido)
- QV 5:251 – Concerto nº 278 para flauta em si bemol maior
- QV 5:252 – Concerto nº 257 para flauta em si bemol maior
- QV 5:253 – Concerto nº 155 para flauta em si bemol maior
- QV 5:254 – Concerto nº 215 para flauta em si bemol maior
- QV 5:255 – Concerto nº 208 para flauta em si bemol maior
- QV 5:256 – Concerto nº 271 para flauta em si bemol maior
- QV 5:257 – Concerto nº 229 para flauta em si bemol maior
- QV 5:258 – Concerto nº 292 para flauta em si bemol maior
- QV 5:259 – Concerto nº 194 para flauta em si bemol maior
- QV 5:260 – Concerto nº 299 para flauta em si bemol maior
- QV 5:261 – Concerto nº 65 para flauta em si menor
- QV 5:262 – Concerto nº 77 para flauta em si menor
- QV 5:263 – Concerto nº 5 para flauta em si menor
- QV 5:264 – Concerto nº 250 para flauta em si menor
- QV 5:265 – Concerto nº 61 para flauta em si menor (perdido)
- QV 5:266 – Concerto nº 120 para flauta em si menor (perdido)
- QV 5:267 – Concerto nº 47 para flauta em si menor
- QV 5:268 – Concerto nº 141 para flauta em si menor
- QV 5:269 – Concerto nº 145 para flauta em si menor
- QV 5:270 – Concerto nº 99 para flauta em si menor
- QV 5:271 – Concerto nº 201 para flauta em si menor
- QV 5:272 – Concerto nº 187 para flauta em si menor
- QV 5:273 – Concerto nº 56 para flauta em si menor (perdido)
- QV 5:274 – Concerto nº 264 para flauta em si menor
- QV 5:275 – Concerto nº 285 para flauta em si menor
- QV 5:276 – Concerto nº 74 para flauta em si menor
- QV 5:277 – Concerto nº 171 para flauta em si menor (perdido)
- QV 5:278 – Concerto nº 18 para flauta em si menor
- QV 5:279 – Concerto nº 46 para flauta em si menor
- QV 5:280 – Concerto nº 222 para flauta em si menor
- QV 5:281 – Concerto nº 236 para flauta em si menor
- QV 5:Anh. 1 – Concerto para flauta em dó maior
- QV 5:Anh. 2 – Concerto nº 86 para flauta em dó maior
- QV 5:Anh. 3 – Concerto para flauta em dó maior (perdido)
- QV 5:Anh. 4 – Concerto para flauta em dó menor (perdido)
- QV 5:Anh. 5 – Concerto nº 3 para flauta em ré maior (perdido)
- QV 5:Anh. 6 – Concerto para flauta em ré maior
- QV 5:Anh. 7 – Concerto para flauta em ré maior (perdido)
- QV 5:Anh. 8 – Concerto para flauta em ré maior
- QV 5:Anh. 9 – Concerto para flauta em ré maior
- QV 5:Anh.10 – Concerto para flauta em ré maior
- QV 5:Anh.11 – Concerto para oboé em ré menor
- QV 5:Anh.12 – Concerto para trompa em Mi bemol maior (de Melchior Hoffmann )
- QV 5:Anh.13 – Concerto para trompa em Mi bemol maior
- QV 5:Anh.14 – Concerto para trompa em Mi bemol maior
- QV 5:Anh.15 – Concerto para flauta em mi menor
- QV 5:Anh.16 – Concerto para oboé em fá maior (perdido)
- QV 5:Anh.17 – Concerto nº 2 para flauta em sol maior
- QV 5:Anh.18 – Concerto para flauta em sol maior
- QV 5:Anh.19 – Concerto para flauta em sol maior
- QV 5:Anh.20 – Concerto para flauta em sol maior
- QV 5:Anh.21 – Concerto para flauta em sol maior (perdido)
- QV 5:Anh.22 – Concerto para flauta em sol maior (Adam)
- QV 5:Anh.23 – Concerto para flauta em lá maior (perdido)
- QV 5:Anh.24 – Concerto nº 79 para flauta em lá maior
- QV 5:Anh.25 – Concerto para oboé em si bemol maior
- QV 5:Anh.26 – Concerto para flauta em si menor

## Outras obras orquestrais
- QV 6:1 – Concerto nº 60 para 2 flautas em ré maior
- QV 6:2 – Concerto para flauta e violino em ré maior
- QV 6:3 – Concerto nº 59 para flauta, oboé e violino em mi menor
- QV 6:4 – Pastoral em sol maior
- QV 6:5 – Concerto nº 89 para 2 flautas em sol maior
- QV 6:6 – Concerto nº 4 a 10 em sol maior
- QV 6:7 – Concerto para 2 flautas em sol maior
- QV 6:8 – Concerto para 2 flautas em sol menor
- QV 6:Anh.1 – Sinfonia em ré maior
- QV 6:Anh.2 – Concerto a 10 em sol maior

## Árias e canções
- QV 7: 1 – Ária para soprano: Sembra che il ruscelletto em Ré maior
- QV 7: 2 – Ária para soprano: Padre perdoado em Mi bemol maior
- QV 7: 3 – Lied: Die Wahl einer Geliebten em Dó maior
- QV 7: 4 – Lied: Die geliebte Verzweiflung in E bemol maior
- QV 7: 5 – Lied: Die Vergötterung in G major
- QV 7: 6 – Lied: An eine kleine Schöne em sol maior
- QV 7: 7 – Lied: Das Pantheon em si bemol maior
- QV 7: 8 – Lied: Der Durstige em si bemol maior
- QV 7: 9 – Lied: Die Liebe der Feinde em dó maior
- QV 7:10 – Lied: Trost eines schwermüthigen Christen in C minor
- QV 7:11 – Lied: Das Gebet in D major
- QV 7:12 – Lied: Danklied em D maior
- QV 7:13 – Lied: Auf die Himmelfahrt des Erlösers em ré maior
- QV 7:14 – Lied: Trost der Erlösung em ré menor
- QV 7:15 – Lied: Von der Quelle der guten Werke em Mi bemol maior
- QV 7:16 – Lied: Die Ehre Gottes aus der Natur in E major
- QV 7:17 – Lied: Zufriedenheit mit seinem Zustande in E minor
- QV 7:18 – Lied: Warnung vor der Wollust em fá maior
- QV 7:19 – Lied: Erweckung zur Busse em fá maior
- QV 7:20 – Lied: Das Glück eines guten Gewissens em fá maior
- QV 7:21 – Lied: Das natürliche Verderben des Menschen in F major
- QV 7:22 – Lied: Der Weg des Frommen em sol maior
- QV 7:23 – Lied: Beständige Erinnerung des Todes in G major
- QV 7:24 – Lied: Um Ergebung in den göttlichen Willen in G minor
- QV 7:25 – Lied: Die Güte Gottes in A major
- QV 7:26 – Lied: Demuth em lá maior
- QV 7:27 – Lied: Busslied in A minor
- QV 7:28 – Lied: Am Geburtstage em si bemol maior
- QV 7:29 – Lied: Wider den ‹bermuth em si bemol maior
- QV 7:30 – Lied: Gottes Macht und Vorsehung em si bemol maior
- QV 7:Anh.1 – Lied: An eine kleine Schöne in E major
- QV 7:Anh.2 – Selig sind des Himmels Erben em dó menor

## Trabalhos descobertos recentemente
Os seis quartetos de flauta foram descobertos por Mary Ann Oleskiewicz nos arquivos Sing-Akademie zu Berlin depois que eles foram devolvidos à Alemanha em 2001. 
- QV 4:8 – Quarteto de Flauta No. 1 em Ré maior
- QV 4:9 – Quarteto de Flauta No. 2 em Mi menor
- QV 4:10 – Quarteto de Flauta No. 3 em Sol maior
- QV 4:11 – Quarteto de Flauta No. 4 em Sol menor
- QV 4:12 – Quarteto de Flauta No. 5 em Dó maior
- QV 4:13 – Quarteto de Flauta nº 6 em si menor